# Ернст Шумахер
Ернст Шумахер (нім. Ernst Schumacher; 12 листопада 1881, Ульдеруп — 1 вересня 1952, Марбург) — німецький офіцер, контрадмірал крігсмаріне.

## Біографія
7 квітня 1900 року вступив на флот. Учасник Першої світової війни. Після демобілізації армії залишений на флоті. 30 вересня 1929 року вийшов у відставку.
4 вересня 1939 року переданий в розпорядження крігсмаріне і призначений комендантом острова Зюльт. З 23 червня 1941 року — комендант берегових укріплень в Україні. 1 жовтня 1941 року переданий в розпорядження командувача-адмірала військово-морської станції «Нордзе», 28 лютого 1942 року — в розпорядження ОКМ. 31 травня 1943 року остаточно звільнений у відставку.

## Звання
- Морський кадет (7 квітня 1900)
- Фенріх-цур-зее (19 квітня 1901)
- Лейтенант-цур-зее (27 вересня 1903)
- Оберлейтенант-цур-зее (20 листопада 1905)
- Капітан-лейтенант (28 вересня 1910)
- Корветтен-капітан запасу (17 грудня 1919)
- Корветтен-капітан (5 лютого 1920)
- Фрегаттен-капітан (1 квітня 1925)
- Капітан-цур-зее (1 січня 1928)
- Контрадмірал запасу (30 вересня 1929)
- Контрадмірал до розпорядження (1 вересня 1940)

## Нагороди
- Колоніальна медаль із застібкою «Німецька Східна Африка 1905/07» (1912)
- Орден Червоного орла 4-го класу (8 січня 1913)
- Залізний хрест 2-го і 1-го класу
- Орден Церінгенського лева, лицарський хрест 2-го класу з дубовим листям і мечами
- Військовий Хрест Фрідріха-Августа (Ольденбург) 2-го і 1-го класу
- Галліполійська зірка (Османська імперія)
- Хрест «За вислугу років» (Пруссія) (25 років)
- Почесний хрест ветерана війни з мечами
- Застібка до Залізного хреста 2-го і 1-го класу
- Нагрудний знак морської артилерії